# Liste des monuments historiques du 2e arrondissement de Paris

Cet article recense les monuments historiques du 2e arrondissement de Paris, en France.

## Liste
| Monument                                                                | Adresse                                                                                           | Coordonnées                      | Notice         | Protection      | Date      | Illustration                                                            |
| ----------------------------------------------------------------------- | ------------------------------------------------------------------------------------------------- | -------------------------------- | -------------- | --------------- | --------- | ----------------------------------------------------------------------- |
| Annexe du siège central du Crédit lyonnais                              | 6 rue Ménars                                                                                      | 48° 52′ 10″ nord, 2° 20′ 17″ est | « PA00086068 » | Inscrit         | 1977      | Annexe du siège central du Crédit lyonnais                              |
| Aux Belles Poules                                                       | 32-34 rue Blondel                                                                                 | 48° 52′ 08″ nord, 2° 21′ 09″ est | « PA75020006 » | Inscrit         | 1997      | Aux Belles Poules                                                       |
| Basilique Notre-Dame-des-Victoires                                      | 7 place des Petits-Pères                                                                          | 48° 51′ 59″ nord, 2° 20′ 27″ est | « PA00086017 » | Classé          | 1972      | Basilique Notre-Dame-des-Victoires                                      |
| Bibliothèque nationale de France                                        | 58 rue de Richelieu 8 rue des Petits-Champs rue Colbert                                           | 48° 52′ 04″ nord, 2° 20′ 17″ est | « PA00086009 » | Classé          | 1983      | Bibliothèque nationale de France                                        |
| Bureau des Brodeurs et des Coffretiers                                  | 271 rue Saint-Denis                                                                               | 48° 52′ 07″ nord, 2° 21′ 07″ est | « PA00086012 » | Inscrit         | 1974      | Bureau des Brodeurs et des Coffretiers                                  |
| Café-Bar                                                                | 143 rue Saint-Denis                                                                               | 48° 51′ 53″ nord, 2° 21′ 00″ est | « PA00086013 » | Inscrit         | 1984      | Café-Bar                                                                |
| Caffè Stern                                                             | 47 passage des Panoramas                                                                          | 48° 31′ 17″ nord, 2° 12′ 11″ est | « PA00086090 » | Inscrit         | 2009      | Caffè Stern                                                             |
| Charcuterie                                                             | 6 rue des Petits-Carreaux                                                                         | 48° 52′ 00″ nord, 2° 20′ 50″ est | « PA00086014 » | Inscrit         | 1984      | Charcuterie                                                             |
| Édicule Guimard de la station de métro Quatre-Septembre                 | Rue du Quatre-Septembre rue de Choiseul                                                           | 48° 52′ 10″ nord, 2° 20′ 12″ est | « PA00086085 » | Inscrit         | 2016      | Édicule Guimard de la station de métro Quatre-Septembre                 |
| Édicule Guimard de la station de métro Réaumur - Sébastopol             | 28 rue de Palestro 63, 65 rue Réaumur                                                             | 48° 51′ 57″ nord, 2° 21′ 06″ est | « PA00086086 » | Inscrit         | 2016      | Édicule Guimard de la station de métro Réaumur - Sébastopol             |
| Édicule Guimard de la station de métro Sentier                          | 87 rue Réaumur                                                                                    | 48° 52′ 00″ nord, 2° 21′ 02″ est | « PA00086087 » | Inscrit         | 2016      | Édicule Guimard de la station de métro Sentier                          |
| Église Notre-Dame-de-Bonne-Nouvelle                                     | Rue Notre-Dame-de-Bonne-Nouvelle rue Beauregard rue de la Lune                                    | 48° 52′ 11″ nord, 2° 21′ 00″ est | « PA00086016 » | Classé          | 1983      | Église Notre-Dame-de-Bonne-Nouvelle                                     |
| Enceinte de Philippe Auguste                                            | 16 rue Étienne-Marcel 15 rue Tiquetonne                                                           | 48° 51′ 51″ nord, 2° 20′ 55″ est | « PA00086018 » | Classé          | 1889      | Image manquante Téléverser                                              |
| Enceinte de Philippe Auguste                                            | 20 rue Étienne-Marcel                                                                             | 48° 51′ 51″ nord, 2° 20′ 55″ est | « PA00086019 » | Classé          | 1889      | Enceinte de Philippe Auguste                                            |
| Fontaine Colbert                                                        | 6 rue Colbert                                                                                     | 48° 52′ 05″ nord, 2° 20′ 20″ est | « PA00086020 » | Inscrit         | 1925      | Fontaine Colbert                                                        |
| Fontaine Gaillon                                                        | Rue de La Michodière Place Gaillon                                                                | 48° 52′ 14″ nord, 2° 19′ 57″ est | « PA00086021 » | Inscrit         | 1925      | Fontaine Gaillon                                                        |
| Galerie Colbert                                                         | 6 rue des Petits-Champs 2, 2bis, 4 rue Vivienne                                                   | 48° 52′ 00″ nord, 2° 20′ 21″ est | « PA00086023 » | Inscrit         | 1974      | Galerie Colbert                                                         |
| Galerie Vivienne                                                        | 4 rue des Petits-Champs, 6 rue Vivienne 5, 7 rue de la Banque                                     | 48° 52′ 00″ nord, 2° 20′ 23″ est | « PA00086024 » | Inscrit         | 1974      | Galerie Vivienne                                                        |
| Le Grand Rex                                                            | 35 rue Poissonnière 5 boulevard Poissonnière                                                      | 48° 52′ 14″ nord, 2° 20′ 52″ est | « PA00086015 » | Inscrit         | 1981      | Image manquante Téléverser                                              |
| Hôtel                                                                   | 3 rue Louis-le-Grand                                                                              | 48° 52′ 06″ nord, 2° 19′ 55″ est | « PA00086039 » | Inscrit         | 1925      | Hôtel                                                                   |
| Hôtel                                                                   | 5 rue du Mail                                                                                     | 48° 51′ 59″ nord, 2° 20′ 30″ est | « PA00086040 » | Inscrit         | 1963      | Hôtel                                                                   |
| Hôtel                                                                   | 101 rue de Richelieu                                                                              | 48° 52′ 18″ nord, 2° 20′ 23″ est | « PA00086041 » | Inscrit         | 1990      | Hôtel                                                                   |
| Hôtel du Barry                                                          | 2bis, 2ter rue de la Jussienne                                                                    | 48° 51′ 55″ nord, 2° 20′ 39″ est | « PA00086063 » | Inscrit         | 1996      | Hôtel du Barry                                                          |
| Hôtel Colbert de Torcy                                                  | 16, 16 bis rue Vivienne                                                                           | 48° 51′ 59″ nord, 2° 20′ 18″ est | « PA00086038 » | Classé          | 1984      | Hôtel Colbert de Torcy                                                  |
| Hôtel Cornette                                                          | 12 place des Victoires                                                                            | 48° 51′ 57″ nord, 2° 20′ 29″ est | « PA00086025 » | Classé          | 1962      | Hôtel Cornette                                                          |
| Hôtel Desmarets                                                         | 18 rue Vivienne                                                                                   | 48° 52′ 05″ nord, 2° 20′ 23″ est | « PA00086081 » | Inscrit         | 2002      | Hôtel Desmarets                                                         |
| Hôtel des ducs de Bourgogne (tour de Jean-sans-Peur)                    | 20 rue Étienne-Marcel                                                                             | 48° 51′ 51″ nord, 2° 20′ 53″ est | « PA00086026 » | Classé          | 1884      | Hôtel des ducs de Bourgogne (tour de Jean-sans-Peur)                    |
| Hôtel de l'Europe et des Princes                                        | 97 rue de Richelieu                                                                               | 48° 52′ 17″ nord, 2° 20′ 22″ est | « PA00086095 » | Inscrit         | 1990      | Hôtel de l'Europe et des Princes                                        |
| Hôtel de La Feuillade                                                   | 4 rue La Feuillade                                                                                | 48° 51′ 58″ nord, 2° 20′ 25″ est | « PA00086064 » | Classé          | 1948      | Hôtel de La Feuillade                                                   |
| Hôtel Gigault de La Salle                                               | 10 place des Victoires 8 rue des Petits-Pères                                                     | 48° 51′ 58″ nord, 2° 20′ 28″ est | « PA00086027 » | Classé          | 1962      | Hôtel Gigault de La Salle                                               |
| Hôtel de L'Hospital                                                     | 9 place des Victoires                                                                             | 48° 51′ 57″ nord, 2° 20′ 30″ est | « PA00086028 » | Inscrit         | 1928      | Hôtel de L'Hospital                                                     |
| Hôtel de Metz de Rosnay                                                 | 4bis place des Victoires 2 rue La Feuillade                                                       | 48° 51′ 57″ nord, 2° 20′ 26″ est | « PA00086029 » | Classé          | 1962      | Hôtel de Metz de Rosnay                                                 |
| Hôtel de Mondragon                                                      | 3 rue d'Antin                                                                                     | 48° 52′ 06″ nord, 2° 19′ 57″ est | « PA00086030 » | Inscrit         | 1926      | Hôtel de Mondragon                                                      |
| Hôtel de Montholon                                                      | 23 boulevard Poissonnière                                                                         | 48° 52′ 17″ nord, 2° 20′ 39″ est | « PA00086073 » | Inscrit         | 1926      | Hôtel de Montholon                                                      |
| Hôtel de Nevers                                                         | 12 rue Colbert 58bis rue de Richelieu                                                             | 48° 52′ 06″ nord, 2° 20′ 18″ est | « PA00086031 » | Inscrit         | 1992      | Hôtel de Nevers                                                         |
| Hôtel de Noisy                                                          | 31 rue de Cléry 2 rue Poissonnière                                                                | 48° 52′ 07″ nord, 2° 20′ 52″ est | « PA00086032 » | Inscrit         | 1947      | Hôtel de Noisy                                                          |
| Hôtel d'Osmont                                                          | 12 rue Saint-Sauveur 23 rue Dussoubs                                                              | 48° 51′ 58″ nord, 2° 20′ 56″ est | « PA75020002 » | Inscrit         | 1996      | Hôtel d'Osmont                                                          |
| Hôtel particulier                                                       | 33 rue du Sentier 8 rue Saint-Fiacre                                                              | 48° 52′ 11″ nord, 2° 20′ 46″ est | « PA00086042 » | Inscrit         | 1979      | Hôtel particulier                                                       |
| Hôtel Pellé de Montaleau                                                | 8 place des Victoires                                                                             | 48° 51′ 58″ nord, 2° 20′ 28″ est | « PA00086033 » | Inscrit         | 1926      | Hôtel Pellé de Montaleau                                                |
| Hôtel de Prévenchères                                                   | 6 place des Victoires                                                                             | 48° 51′ 57″ nord, 2° 20′ 27″ est | « PA00086034 » | Classé          | 1962      | Hôtel de Prévenchères                                                   |
| Hôtel Rambouillet de la Sablière                                        | 2 rue Vide-Gousset 1 rue d'Aboukir                                                                | 48° 51′ 57″ nord, 2° 20′ 29″ est | « PA00086035 » | Inscrit         | 1925      | Hôtel Rambouillet de la Sablière                                        |
| Hôtel Rivié                                                             | 30, 32 rue du Sentier                                                                             | 48° 52′ 13″ nord, 2° 20′ 47″ est | « PA75020010 » | Inscrit         | 2001      | Hôtel Rivié                                                             |
| Hôtel de Saint-Chaumont                                                 | 226 rue Saint-Denis 121 boulevard de Sébastopol                                                   | 48° 52′ 06″ nord, 2° 21′ 07″ est | « PA00086037 » | Inscrit         | 1925      | Hôtel de Saint-Chaumont                                                 |
| Immeuble                                                                | 4 rue d'Aboukir                                                                                   | 48° 52′ 00″ nord, 2° 20′ 36″ est | « PA00086043 » | Inscrit         | 1928      | Immeuble                                                                |
| Immeuble                                                                | 15 rue d'Aboukir                                                                                  | 48° 51′ 59″ nord, 2° 20′ 35″ est | « PA00086044 » | Inscrit         | 1927      | Immeuble                                                                |
| Immeubles                                                               | 1, 3, 5, 7, 9 rue d'Amboise                                                                       | 48° 52′ 15″ nord, 2° 20′ 22″ est | « PA00086045 » | Inscrit         | 1975      | Immeubles                                                               |
| Immeubles                                                               | 2, 4, 6, 8, 10 rue d'Amboise                                                                      | 48° 52′ 16″ nord, 2° 20′ 22″ est | « PA00086046 » | Inscrit         | 1975      | Immeubles                                                               |
| Immeuble                                                                | 10 rue Bachaumont                                                                                 | 48° 51′ 58″ nord, 2° 20′ 45″ est | « PA00086047 » | Inscrit         | 1987      | Immeuble                                                                |
| Immeuble                                                                | 1 place Boieldieu                                                                                 | 48° 52′ 15″ nord, 2° 20′ 15″ est | « PA00086048 » | Inscrit         | 1975      | Immeuble                                                                |
| Immeuble                                                                | 2 place du Caire                                                                                  | 48° 52′ 05″ nord, 2° 20′ 56″ est | « PA00086049 » | Inscrit         | 1964      | Immeuble                                                                |
| Immeuble                                                                | 5 boulevard des Capucines                                                                         | 48° 52′ 15″ nord, 2° 20′ 00″ est | « PA00086050 » | Inscrit         | 2006      | Immeuble                                                                |
| Immeuble                                                                | 7 boulevard des Capucines                                                                         | 48° 52′ 15″ nord, 2° 19′ 59″ est | « PA00086051 » | Inscrit         | 2006      | Immeuble                                                                |
| Immeuble                                                                | 9 boulevard des Capucines                                                                         | 48° 52′ 14″ nord, 2° 19′ 59″ est | « PA75020013 » | Inscrit         | 2006      | Immeuble                                                                |
| Immeubles                                                               | 1, 2, 3, 4, 5, 7 rue des Colonnes                                                                 | 48° 52′ 09″ nord, 2° 20′ 22″ est | « PA00086052 » | Inscrit         | 1928      | Immeubles                                                               |
| Immeuble                                                                | 6 rue des Colonnes                                                                                | 48° 52′ 11″ nord, 2° 20′ 22″ est | « PA00086053 » | Inscrit         | 1928      | Immeuble                                                                |
| Immeuble                                                                | 15 rue Dussoubs                                                                                   | 48° 51′ 56″ nord, 2° 20′ 56″ est | « PA00135364 » | Inscrit         | 1995      | Immeuble                                                                |
| Immeuble                                                                | 22 rue Dussoubs 34 rue Greneta 9, 11, 14 impasse Saint-Denis 17 rue Saint-Sauveur                 | 48° 51′ 56″ nord, 2° 20′ 56″ est | « PA00086054 » | Inscrit         | 1994      | Immeuble                                                                |
| Immeuble                                                                | 25 rue Dussoubs 25bis rue Dussoubs 27 rue Dussoubs 14 rue Saint-Sauveur                           | 48° 51′ 58″ nord, 2° 20′ 56″ est | « PA00135363 » | Inscrit         | 1995      | Immeuble                                                                |
| Immeubles                                                               | 1, 2, 4, 12, 14, 16, 18, 20 rue Favart                                                            | 48° 52′ 15″ nord, 2° 20′ 17″ est | « PA00086055 » | Inscrit         | 1975      | Immeubles                                                               |
| Immeuble                                                                | 14 rue de Gramont                                                                                 | 48° 52′ 12″ nord, 2° 20′ 13″ est | « PA00086056 » | Inscrit         | 1977      | Immeuble                                                                |
| Immeubles                                                               | 16, 18, 20 rue de Gramont                                                                         | 48° 52′ 13″ nord, 2° 20′ 13″ est | « PA00086057 » | Inscrit         | 1975      | Immeubles                                                               |
| Immeubles                                                               | 1, 3, 5 rue Grétry                                                                                | 48° 52′ 13″ nord, 2° 20′ 14″ est | « PA00086058 » | Inscrit         | 1975      | Immeubles                                                               |
| Immeubles                                                               | 2, 4, 6 rue Grétry                                                                                | 48° 52′ 13″ nord, 2° 20′ 15″ est | « PA00086059 » | Inscrit         | 1975      | Immeubles                                                               |
| Immeuble                                                                | 6 rue de Hanovre                                                                                  | 48° 52′ 13″ nord, 2° 20′ 08″ est | « PA00086060 » | Inscrit         | 1977      | Immeuble                                                                |
| Immeuble                                                                | 5bis, 7, 9 boulevard des Italiens                                                                 | 48° 52′ 18″ nord, 2° 20′ 21″ est | « PA00086061 » | Inscrit         | 1975      | Immeuble                                                                |
| Immeuble                                                                | 4 rue de Louvois                                                                                  | 48° 52′ 06″ nord, 2° 20′ 16″ est | « PA00086099 » | Inscrit         | 1992      | Immeuble                                                                |
| Immeuble                                                                | 1 rue du Mail                                                                                     | 48° 51′ 59″ nord, 2° 20′ 29″ est | « PA00086065 » | Inscrit         | 1947      | Immeuble                                                                |
| Immeuble                                                                | 6 rue du Mail                                                                                     | 48° 51′ 59″ nord, 2° 20′ 30″ est | « PA00086066 » | Inscrit         | 1947      | Immeuble                                                                |
| Immeubles                                                               | 1, 3, 5, 7 rue de Marivaux                                                                        | 48° 52′ 14″ nord, 2° 20′ 14″ est | « PA00086067 » | Inscrit         | 1975      | Immeubles                                                               |
| Immeuble                                                                | 51 rue Montorgueil                                                                                | 48° 51′ 55″ nord, 2° 20′ 49″ est | « PA00086069 » | Inscrit         | 1984      | Immeuble                                                                |
| Immeuble                                                                | 73 rue Montorgueil 1 rue Léopold-Bellan                                                           | 48° 51′ 59″ nord, 2° 20′ 49″ est | « PA75020001 » | Inscrit         | 1996      | Immeuble                                                                |
| Immeuble                                                                | 10 rue Notre-Dame-des-Victoires                                                                   | 48° 52′ 01″ nord, 2° 20′ 28″ est | « PA00086070 » | Inscrit         | 1947      | Immeuble                                                                |
| Immeuble                                                                | 14 rue Notre-Dame-des-Victoires                                                                   | 48° 52′ 01″ nord, 2° 20′ 29″ est | « PA00086071 » | Inscrit         | 1925      | Immeuble                                                                |
| Immeuble                                                                | 4 place de l'Opéra 11 boulevard des Capucines 34 rue du Quatre-Septembre                          | 48° 52′ 15″ nord, 2° 19′ 57″ est | « PA00125452 » | Inscrit         | 1993      | Immeuble                                                                |
| Immeuble                                                                | 15, 17 rue Paul-Lelong                                                                            | 48° 52′ 01″ nord, 2° 20′ 31″ est | « PA00086072 » | Inscrit         | 1947      | Immeuble                                                                |
| Immeuble                                                                | 61-63 rue Réaumur                                                                                 | 48° 51′ 59″ nord, 2° 21′ 03″ est | « PA75020014 » | Inscrit         | 2015      | Immeuble                                                                |
| Immeuble                                                                | 75-77 rue Réaumur 33 rue Dussoubs                                                                 | 48° 52′ 01″ nord, 2° 20′ 56″ est | « PA75020008 » | Inscrit         | 1997      | Immeuble                                                                |
| Immeubles                                                               | 91, 93, 95 rue de Richelieu                                                                       | 48° 52′ 16″ nord, 2° 20′ 22″ est | « PA00086075 » | Inscrit         | 1975      | Immeubles                                                               |
| Immeuble                                                                | 99 rue de Richelieu                                                                               | 48° 52′ 17″ nord, 2° 20′ 23″ est | « PA00086096 » | Inscrit         | 1990      | Immeuble                                                                |
| Immeuble                                                                | 142 rue Saint-Denis 28 rue Greneta                                                                | 48° 51′ 55″ nord, 2° 21′ 02″ est | « PA00086022 » | Inscrit         | 1994      | Immeuble                                                                |
| Immeuble                                                                | 174 rue Saint-Denis                                                                               | 48° 51′ 58″ nord, 2° 21′ 04″ est | « PA00132976 » | Inscrit         | 1994      | Immeuble                                                                |
| Immeuble                                                                | 176 rue Saint-Denis 2 passage Basfour                                                             | 48° 51′ 58″ nord, 2° 21′ 04″ est | « PA00132977 » | Inscrit         | 1994      | Immeuble                                                                |
| Immeuble                                                                | 67 rue Sainte-Anne                                                                                | 48° 52′ 06″ nord, 2° 20′ 11″ est | « PA75020009 » | Inscrit         | 2001      | Immeuble                                                                |
| Immeuble                                                                | 69 rue Sainte-Anne                                                                                | 48° 52′ 06″ nord, 2° 20′ 16″ est | « PA75020011 » | Inscrit         | 2001      | Immeuble                                                                |
| Immeuble                                                                | 71 rue Sainte-Anne                                                                                | 48° 52′ 06″ nord, 2° 20′ 11″ est | « PA75020012 » | Inscrit         | 2001      | Immeuble                                                                |
| Immeuble                                                                | 18 rue Saint-Marc                                                                                 | 48° 52′ 14″ nord, 2° 20′ 25″ est | « PA00086076 » | Inscrit         | 1928      | Immeuble                                                                |
| Immeubles                                                               | 28, 30, 32, 34, 36 rue Saint-Marc                                                                 | 48° 52′ 14″ nord, 2° 20′ 23″ est | « PA00086077 » | Inscrit         | 1975      | Immeubles                                                               |
| Immeuble                                                                | 16 rue Saint-Sauveur                                                                              | 48° 51′ 58″ nord, 2° 20′ 55″ est | « PA75020003 » | Inscrit         | 1996      | Immeuble                                                                |
| Immeuble                                                                | 18 rue Saint-Sauveur                                                                              | 48° 51′ 58″ nord, 2° 20′ 54″ est | « PA75020004 » | Inscrit         | 1996      | Immeuble                                                                |
| Immeuble                                                                | 20 rue Saint-Sauveur                                                                              | 48° 51′ 58″ nord, 2° 20′ 54″ est | « PA75020005 » | Inscrit         | 1996      | Immeuble                                                                |
| Immeuble                                                                | 22 rue Saint-Sauveur                                                                              | 48° 51′ 58″ nord, 2° 20′ 53″ est | « PA00133007 » | Inscrit         | 1994      | Immeuble                                                                |
| Immeuble                                                                | 22 rue du Sentier                                                                                 | 48° 52′ 10″ nord, 2° 20′ 46″ est | « PA00086078 » | Inscrit         | 1947      | Immeuble                                                                |
| Immeuble                                                                | 10 rue Tiquetonne                                                                                 | 48° 51′ 53″ nord, 2° 20′ 52″ est | « PA00086079 » | Inscrit         | 1984      | Immeuble                                                                |
| Immeuble                                                                | 13 rue Tiquetonne                                                                                 | 48° 51′ 53″ nord, 2° 20′ 52″ est | « PA00086080 » | Inscrit         | 1925      | Immeuble                                                                |
| Immeuble                                                                | 15 rue Tiquetonne                                                                                 | 48° 51′ 52″ nord, 2° 20′ 56″ est | « PA00132984 » | Inscrit         | 1994      | Immeuble                                                                |
| Immeuble                                                                | 31 rue Tiquetonne                                                                                 | 48° 51′ 54″ nord, 2° 20′ 51″ est | « PA00132978 » | Inscrit         | 1994      | Immeuble                                                                |
| Mairie du 2e arrondissement                                             | 8 rue de la Banque 2 passage des Petits-Pères 5 place des Petits-Pères                            | 48° 52′ 01″ nord, 2° 20′ 26″ est | « PA00086083 » | Inscrit         | 1982      | Mairie du 2e arrondissement                                             |
| Marchand de café « Au Planteur »                                        | 11, 12 rue des Petits-Carreaux                                                                    | 48° 52′ 00″ nord, 2° 20′ 50″ est | « PA00086084 » | Inscrit         | 1984      | Marchand de café « Au Planteur »                                        |
| Palais Brongniart                                                       | Place de la Bourse                                                                                | 48° 52′ 09″ nord, 2° 20′ 28″ est | « PA00086010 » | Inscrit         | 1987      | Palais Brongniart                                                       |
| Passage Ben-Aïad                                                        | 9-11 rue Léopold-Bellan 8 rue Bachaumont                                                          | 48° 51′ 58″ nord, 2° 20′ 46″ est | « PA75020007 » | Inscrit         | 1997      | Passage Ben-Aïad                                                        |
| Passage du Bourg-l'Abbé                                                 | 3 rue de Palestro 120 rue Saint-Denis                                                             | 48° 51′ 52″ nord, 2° 21′ 02″ est | « PA00086097 » | Inscrit         | 1991      | Passage du Bourg-l'Abbé                                                 |
| Passage Choiseul et passage Sainte-Anne                                 | 23 rue Saint-Augustin 40 rue des Petits-Champs 6 à 46 rue Dalayrac 59, 61 rue Sainte-Anne         | 48° 52′ 05″ nord, 2° 20′ 08″ est | « PA00086088 » | Inscrit         | 1974      | Passage Choiseul et passage Sainte-Anne                                 |
| Passage du Grand-Cerf                                                   | 8, 10 rue Dussoubs 145 rue Saint-Denis                                                            | 48° 51′ 53″ nord, 2° 20′ 58″ est | « PA00086089 » | Inscrit         | 1985      | Passage du Grand-Cerf                                                   |
| Passage des Panoramas                                                   | 10 rue Saint-Marc 11, 13 boulevard Montmartre 38, 38bis rue Vivienne                              | 48° 52′ 15″ nord, 2° 20′ 30″ est | « PA00086090 » | Inscrit Inscrit | 1974 2009 | Passage des Panoramas                                                   |
| Passage des Princes                                                     | 95, 99 rue de Richelieu 5bis boulevard des Italiens 2 rue d'Amboise                               | 48° 52′ 16″ nord, 2° 20′ 22″ est | « PA00086091 » | Inscrit         | 1986      | Passage des Princes                                                     |
| Restaurant du Journal                                                   | 98, 100, 102 rue de Richelieu 20, 22 rue Saint-Marc                                               | 48° 52′ 14″ nord, 2° 20′ 22″ est | « PA00086092 » | Classé          | 1981      | Restaurant du Journal                                                   |
| Restaurant Le Rocher de Cancale                                         | 78 rue Montorgueil 73-75 rue Greneta                                                              | 48° 51′ 56″ nord, 2° 20′ 49″ est | « PA00125451 » | Classé          | 1997      | Restaurant Le Rocher de Cancale                                         |
| Samaritaine de Luxe                                                     | 25 à 29 boulevard des Capucines 18 à 24 rue Daunou                                                | 48° 52′ 13″ nord, 2° 19′ 50″ est | « PA00086082 » | Inscrit         | 1981      | Samaritaine de Luxe                                                     |
| Siège central du Crédit lyonnais                                        | 17, 19, 21 boulevard des Italiens 16 rue de Choiseul 25 rue de Gramont 18 rue du Quatre-Septembre | 48° 52′ 16″ nord, 2° 20′ 11″ est | « PA00086062 » | Inscrit         | 1989      | Siège central du Crédit lyonnais                                        |
| Siège du Parisien libéré                                                | 124 rue Réaumur                                                                                   | 48° 52′ 05″ nord, 2° 20′ 39″ est | « PA00086074 » | Inscrit         | 1965      | Siège du Parisien libéré                                                |
| Théâtre Daunou                                                          | 7, 9 rue Daunou                                                                                   | 48° 52′ 10″ nord, 2° 19′ 55″ est | « PA00086098 » | Inscrit         | 1992      | Théâtre Daunou                                                          |
| Théâtre national de l'Opéra-Comique                                     | 5 rue Favart                                                                                      | 48° 52′ 15″ nord, 2° 20′ 16″ est | « PA00086093 » | Classé          | 1977      | Théâtre national de l'Opéra-Comique                                     |
| Théâtre des Variétés                                                    | 7 boulevard Montmartre                                                                            | 48° 52′ 17″ nord, 2° 20′ 32″ est | « PA00086094 » | Classé          | 1974      | Théâtre des Variétés                                                    |
| Vitrail Le Travail, par l'Industrie et le Commerce, enrichit l'Humanité | 21, 21bis rue Notre-Dame-des-Victoires                                                            | 48° 52′ 10″ nord, 2° 20′ 32″ est | « PA00133008 » | Inscrit         | 1994 2013 | Vitrail Le Travail, par l'Industrie et le Commerce, enrichit l'Humanité |

## Anciens monuments historiques
| Monument                    | Adresse            | Coordonnées                      | Notice         | Protection                                         | Date | Illustration                |
| --------------------------- | ------------------ | -------------------------------- | -------------- | -------------------------------------------------- | ---- | --------------------------- |
| Boutique (détruite en 1963) | 121 rue Montmartre | 48° 52′ 08″ nord, 2° 20′ 35″ est | « PA00086011 » | Inscription abrogée par arrêté du 4 décembre 2013. | 1928 | Boutique (détruite en 1963) |